# Ай-Тодор (село)
Ай-Тодо́р (крим. Ay Todor, від румейськ. Άγ Τοδόρ — «Святий Федір») — зникле село в Бахчисарайському районі Автономної Республіки Крим, яке розташовувалося на півдні району, приблизно в 4 км на схід від села Тернівка, на лівому березі річки Айтодорка, правої притоки річки Чорної, навпроти гирла балки Татарської..

## Історія
Ай-Тодор, як і навколишні села, мабуть, відноситься до найдавніших поселень південно-західного Криму, заснованих (за результатами археологічних розкопок) приблизно в середині IV століття, або, на думку деяких істориків, набагато раніше (IV-III століття до н. е), нащадками готів і аланів, що змішалися з місцевим населенням. Приблизно з XII століття Ай-Тодор, як і всі навколишні поселення, входив спочатку в зону впливу, а потім і до складу християнського князівства Дорі — Феодоро, в особисту вотчину володарів Мангупа — Гаврасів. Після падіння в 1475 році Мангупа, село увійшло до складу Мангупського кадилика санджака Кафа (до 1558 року, 1558-1774 роках — еялету) Османської імперії. Селище згадується в матеріалах переписів Кафінського санджака 1520 року, де, разом в Албаті і Ай-Тодорі значилося 15 повних сімей і 1 — втратили чоловіка-годувальника — виключно християн. За переписом 1542 року у тих же двох селищах значилося вже 6 мусульманських сімей і 8 повних сімей, плюс 5 неодружених дорослих чоловіків немусульман. Треба мати на увазі, що в переписах враховувалися тільки османські піддані, так що загальна цифра населення могла сильно відрізнятися. У праці Петра Палласа «Спостереження, зроблені під час подорожі по південних намісництв Російської держави» наводиться дата, висічена на фонтані («чешме») в селі — 953 рік хіджри, або 1546 рік).
До складу Кримського ханства селище входило всього 9 років: від здобуття ханством незалежності в 1774 році до анексії Криму Російською імперією 1783 році. В цей час і раніше, внаслідок тісних економічних і особистих зв'язків місцевого християнського населення з жителями Кримського ханства — мусульманами відбувалася міграція християн Ай-Тодора в села компактного проживання урумів в Кримському ханстві і, згідно з «Відомості про виведених з Криму до Приазов'я християн» Суворова, жодного християнина в селі до 1778 року не залишилося. Хоча, були випадки, коли уруми-християни, не бажаючи покидати рідні місця, залишалися в місцях свого проживання. У ці роки Ай-Тодор адміністративно входив в Мангупський кадилик Бахчисарайського каймакамства, що зафіксовано в Камеральному Описі Криму 1784 года.
Після анексії Криму Російською імперією 19 квітня 1783 року, 19 лютого 1784 року іменним указом Катерини II сенату, на території колишнього Кримського Ханства була утворена Таврійська область і село було приписано до Сімферопольського повіту. Після Павловських реформ, з 1796 по 1802 рік, входила в Акмечетський повіт Новоросійської губернії. За новим адміністративним поділом, після створення 20 жовтня 1802 року Таврійської губернії, Ай-Тодор віднесений до Чоргунської волості Сімферопольського повіту.
За «Відомостями про всі селища в Сімферопольському повіті, які складалися з показань в якій волості скільки числом дворів і душ від 9 жовтня 1805 року», в Ай-Тодорі в 31 дворі проживало 206 кримських татар і земля належала дійсній статській радниці Палласовій. Вперше вказується на військово-топографічній карті генерал-майора Мухіна 1817 року, де в селі Ай-Тодор записано 40 дворів. Після реформи волосного поділу 1829 року Ай-Тодор, згідно «Відомості про казенні волості Таврійської губернії 1829 року», віднесли до Байдарської волості. На воєнно-топографічній карті Криму полковника Бетева 1842 року в селі записано 74 двори.
У 1860-х роках, після земської реформи Олександра II, село приписали до Каралезької волості. У «Списку населених місць Таврійської губернії за відомостями 1864 року», складеному за результатами VIII ревізії, Ай-Тодор — громада кримськотатарська з 58 дворами, 341 жителем і мечеттю при джерелі Ай-Тодор (на трьохверстовій карті Шуберта 1865-1876 року в селі записано 30 дворів). На 1886 рік в селі Ай-Тодор, згідно з довідником «Волості і найважливіші поселення Європейської Росії», проживало 402 людини в 68 домогосподарствах, діяла мечеть. У «Пам'ятній книзі Таврійської губернії 1889 року», складеної за результатами X ревізії 1887 року в Ай-Тодорі зафіксовано 83 двори і 480 жителів.
Після Земської реформи 1890-х років село залишалося в складі перетвореної Каралезької волості. Згідно «Пам'ятній книжці Таврійської губернії на 1892 рік», у селі Ай-Тодор, яке входила в Тебертінське сільське суспільство, значилося 552 жителя в 68 домогосподарствах. 370 десятин землі були у спільній власності. Згідно з переписом 1897 року, в Ай-Тодорі значилося 487 жителів, з них 481 кримський татарин. За «Пам'ятною книжкою Таврійської губернії на 1902 рік» в селі Ай-Тодор, яке входило в Шульське сільське суспільство, значилося 63 жителя в 1 домогосподарстві, всі безземельні — ймовірно, помилка і жителів, згідно з попередніми даними, могло бути 630. У 1912 році в селі велося будівництво нової будівлі мектеби. За «Статистичним довідником Таврійської губернії. Ч. II-а. Статистичний нарис, випуск шостий Сімферопольський повіт, 1915 рік», у селі Ай-Тодор Каралезької волості Сімферопольського повіту значилося 65 дворів з кримськотатарським населенням в кількості 709 осіб приписних жителів і 27 — «сторонніх». У спільному володінні було 317 десятин землі, всі двори з землею. У господарствах було 56 коней, 26 волів, 59 корів, 42 телят, і лошат, і 45 голів дрібної худоби.
Після встановлення в 1920 році Радянської влади в Криму була скасована волосна система і 15 грудня 1920 року було виділено Севастопольський повіт. 23 січня 1921 року (за іншими даними 21 січня), був створений Балаклавський район і Ай-Тодор увійшов до нього. Після утворення 18 жовтня 1921 року Кримської АРСР повіти були перетворені в округи (за іншими даними в 1922 році) і в складі Севастопольського округу виділили Чоргунський район, у який увійшов Ай-Тодор (з населенням 981 чол.). 16 жовтня 1923 року рішенням Севастопольського окружкому Чоргунський район був ліквідований, створений Севастопольський район і село включили до його складу. Згідно зі «Списком населених пунктів Кримської АРСР по Всесоюзного перепису 17 грудня 1926 року», у селі Ай-Тодор, центрі Ай-Тодорської сільради Севастопольського району, було 132 двори, з них 130 — селянських, населення становило 528 осіб (273 чоловіки та 255 жінок). У національному відношенні враховано: 526 кримських татар і 2 росіян, діяла кримськотатарська школа. 15 вересня 1930 року, постановою Кримського ЦВК, було проведено нове районування і знову створений Балаклавський район, тепер як татарський національний, куди включили Ай-Тодор. За даними «Всесоюзного перепису населення 1939 року» в селі проживало 375 чоловік.
У 1944 році, після звільнення Криму від німецьких військ, згідно з Постановою ДКО № 5859 від 11 травня 1944 року, 18 травня кримські татари були депортовані до Середньої Азії, у результаті, село спорожніло. На господарських роботах було «зайнято населення, завезене з Джанкойського району, і з числа одужуючого госпітального контингенту, направленого в район із Сімферополя». Влітку 1944 року в Ай-Тодорі значився 51 житель. 12 серпня 1944 року було прийнято постанову № ДКО-6372с «Про переселення колгоспників в райони Криму», за яким в район з Воронезької області РРФСР планувалося переселити 6000 колгоспників і у вересні 1944 року в район вже прибули 8470 осіб (з 1950 року в район стали приїжджати колгоспники з Сумської області УРСР). Указом Президії Верховної Ради Української РСР від 21 серпня 1945 року Ай-Тодор перейменований в Гористе, а Ай-Тодорська сільрада — в Гористівську. Указом Президії Верховної Ради Української РСР від 24 грудня 1952 року № 744/222 Гористівська сільрада об'єднана з Тернівською під назвою Тернівська. Станом на 1 січня 1953 року в селі Гористе Тернівської сільради було 33 господарства колгоспників (136 осіб) та 1 господарство робітників і службовців (1 людина). У 1954 році в селі значилося 47 господарств і 176 жителів. Постановою Ради міністрів УРСР від 20 квітня 1957 року, Гористе було передано до складу Куйбишевського району Кримської області.
30 грудня 1962 року, згідно з Указом Президії Верховної Ради УРСР «Про укрупнення сільських районів Кримської області» Куйбишевський район був ліквідований і Гористе було приєднано до Бахчисарайського району. Розселено в 1969 році, при будівництві водосховища (згідно довідників — між 1968 роком, коли Гористе ще записане в складі Тернівської сільради) і 1977 роком.

### Динаміка кількості населення
| Роки      | 1805 | 1864 | 1886 | 1887 | 1892 | 1897 | 1902 |
| --------- | ---- | ---- | ---- | ---- | ---- | ---- | ---- |
| Населення | 206  | ▲341 | ▲402 | ▲480 | ▲552 | ▼487 | ▲630 |
| Роки      | 1915 | 1921 | 1926 | 1939 | 1944 | 1953 | 1954 |
| Населення | ▲709 | ▲981 | ▼528 | ▼375 | ▼51  | ▲136 | ▲176 |